# Cataglyphis saharae
Cataglyphis saharae är en myrart som beskrevs av Santschi 1929. Cataglyphis saharae ingår i släktet Cataglyphis och familjen myror. Inga underarter finns listade.